# Christoph 13
Christoph 13 ist der Funkrufname des Zivilschutzhubschraubers des Bundesministerium des Innern, welcher am Klinikum Bielefeld (Standort Rosenhöhe) stationiert ist. Die Piloten stellt die Fliegerstaffel Nord der Bundespolizei. Die Notärzte kommen vom Klinikum Bielefeld (Fachbereich Anästhesie) und die Notfallsanitäter von der Berufsfeuerwehr Bielefeld.

## Geschichte
Am 3. Juli 1976 wurde eine orangefarbene Bölkow Bo 105 für die Luftrettung in der Region Ostwestfalen-Lippe in Dienst gestellt, die 1996 durch ein modellgleiches Exemplar ersetzt wurde. Im August 2007 wurde die geleaste Bo 105 an den Hersteller zurückgegeben und durch eine Eurocopter EC 135 ersetzt.